# Etandial
L'etandial, conegut antigament com a glioxal, és un compost orgànic de la classe dels aldehids, amb la fórmula OCHCHO. És un líquid groguenc i és el menor dels dialdehids (dos grups aldehid). El seu tautòmer acetilendiol és inestable.

## Producció
L'etandial comercial és preparat tant per l'oxidació en fase gasosa d'etilen glicol en presència de catalitzador d'argent o coure o per l'oxidació en fase líquida d'acetaldehid amb àcid nítric.
En el laboratori l'etandial es prepara per oxidació d'acetaldehid amb àcid seleniós.